# Gertrude Woodcock Seibert

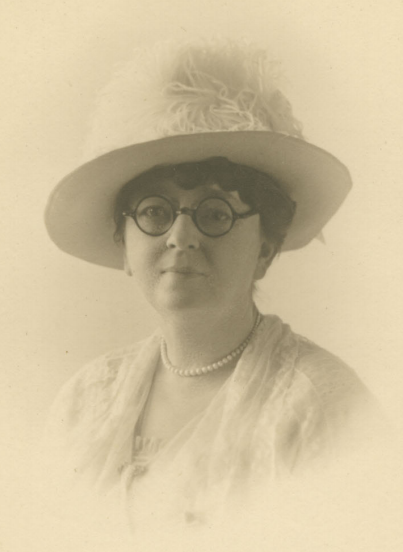
Gertrude Seibert

Gertrude Woodcock Seibert, geboren als Gertrude Antoinette Woodcock, (* 16. November 1864 in Altoona, Pennsylvania; † 13. Juni 1928 in Miami, Florida) war eine amerikanische Lyrikerin und bedeutende Bibelforscherin.

## Familie
Ihr Vater war der Anwalt Samuel McCullom Woodcock, dessen Ururgroßvater aus England nach Amerika ausgewandert war; ihre Mutter war Elizabeth Woodcock, geb. Etnier. Gertrude absolvierte die Altoona High School (1880) und das renommierte Wellesley College (1885). Am 18. September 1890 heiratete sie Robert Samuel Seibert (* 9. Mai 1856; gest. 23. Mai 1913 in Mount Union im Huntingdon County, Pa.), einen wohlhabenden Eisenbahnmanager (Geschäftsführer der East Broad Top Railroad Company, der Rockhill Iron and Coal Company und der Shade Gap Railroad Company), der ein Förderer der Bischöflichen Methodistenkirche war. Der Bibelforscher Clayton J. Woodworth sprach beim Begräbnis ihres Mannes in der Presbyterianischen Kirche in Mount Union.

## Wirken für die Bibelforscher-Bewegung

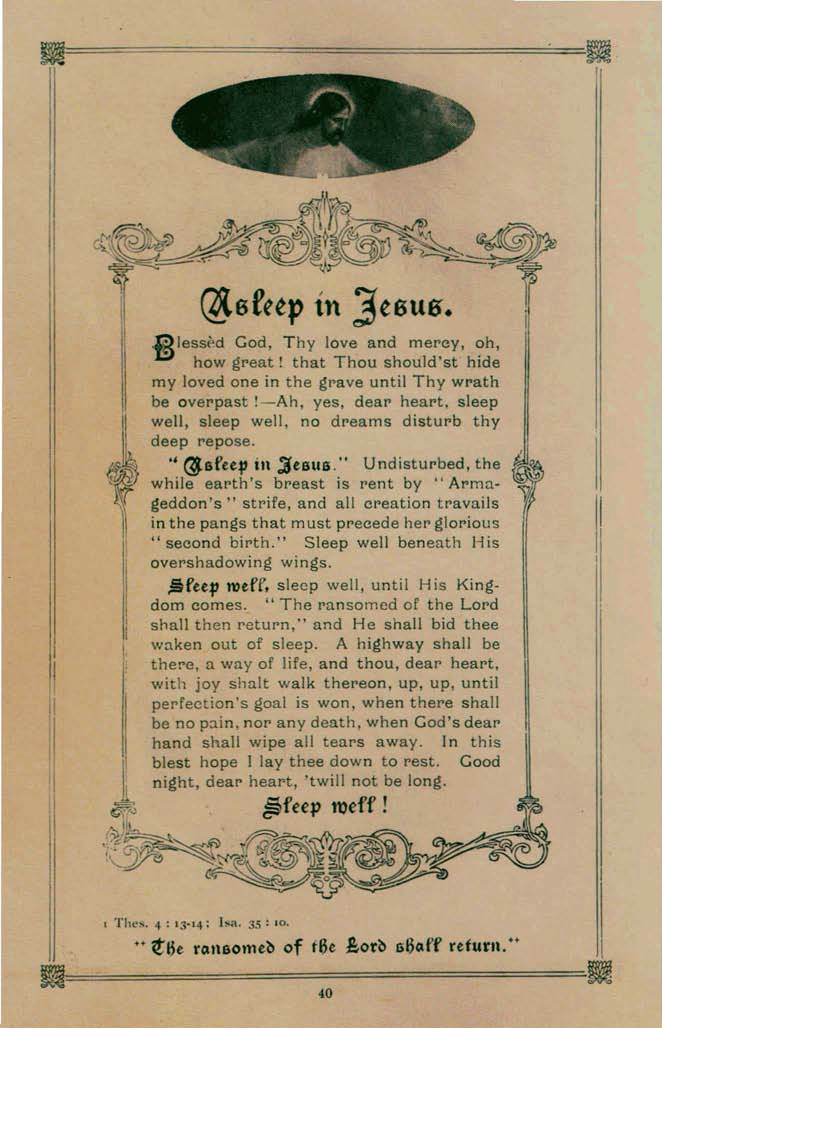
Mottokarte Asleep in Jesus

Ab 1894 vertiefte sie sich in Bibelstudien. Sie hielt private Lesungen zu religiösen Themen, schrieb religiöse Beiträge für verschiedene Zeitungen, verfasste zahlreiche religiöse Liedtexte und Gedichte, und versah diese zum Teil auch mit beachtenswerten Illustrationen.

### Manna-Buch

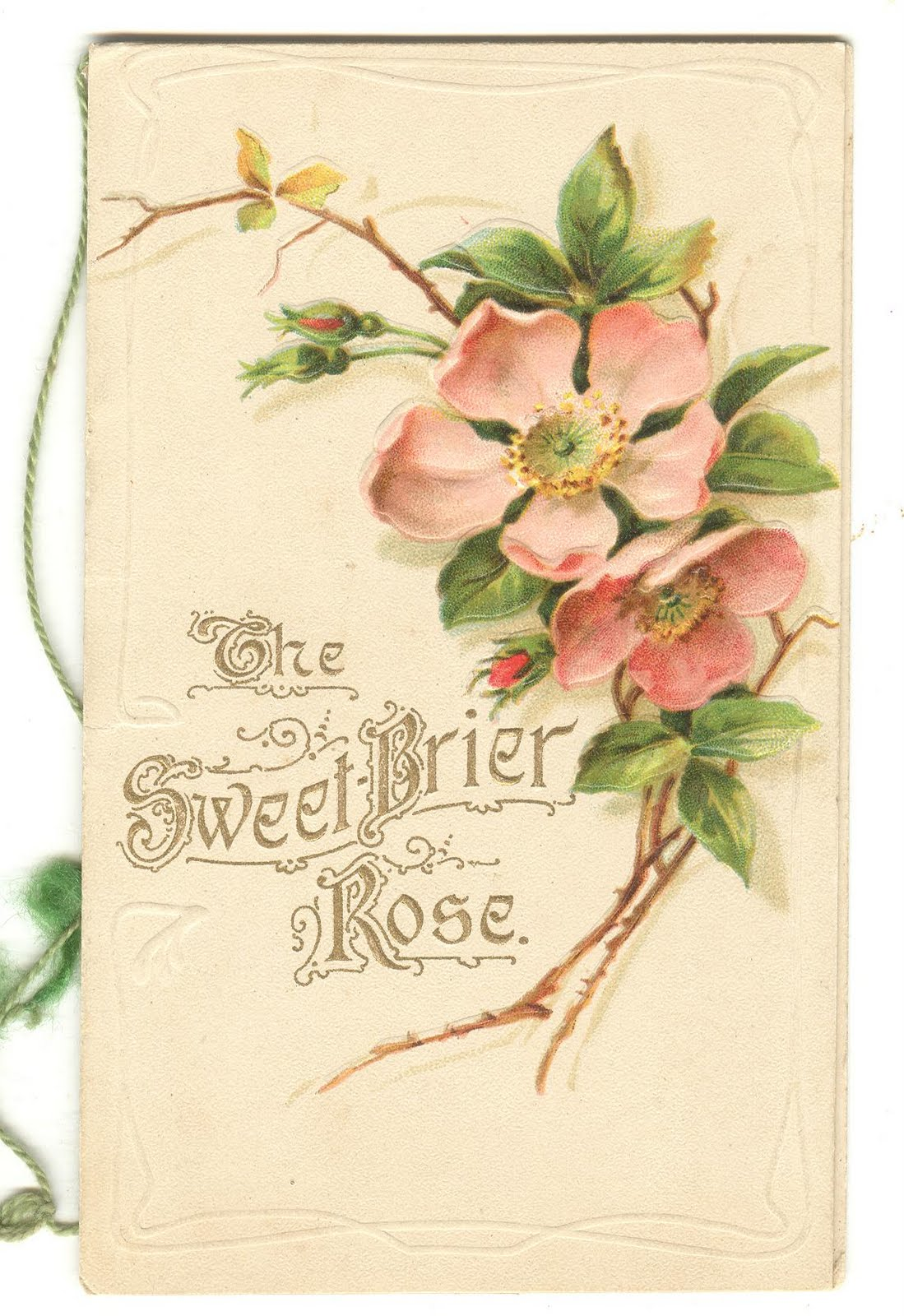
Sweet Brier Rose, Cover

1905 veröffentlichte die Watch Tower Society das Buch Daily heavenly manna for the household of faith (Deutsch: Täglich himmlisches Manna für den Haushalt des Glaubens): ein Bibelvers für jeden Tag des Jahres, jeweils versehen mit kurzen Erklärungen aus Artikeln, die im Wachtturm erschienen waren. Die Auswahl und Zusammenstellung war von Seibert vorgenommen worden. 1907 folgte eine Ausgabe mit Zwischenblättern für Notizen und Geburtstagseinträge, und es gab spezielle „Manna-Kolporteure“. Auf Deutsch erschien diese Ausgabe erstmals 1909.
Ab 1911 wurde das Manna-Buch von vielen Bibelforscher-Gruppen als Grundlage für Besprechungen bei ihren mittwochs stattfindenden „Zeugnis-Versammlungen“ benutzt. Bis 1914 hatte das Buch eine Gesamtauflage von 150.000 in Englisch. Außer ins Deutsche wurde das Buch unter anderem auch ins Schwedische, Norwegische und Rumänische übersetzt. 1918 erschien bei der Wachtturm-Gesellschaft eine englische Ausgabe im Westentaschenformat.

### Beröer-Handbuch
1907 veröffentlichte die Watch Tower Society die sogenannte Berean Bible bzw. Bible Students Edition der Bibel, die den Text der King-James-Bibel und einen neu erstellten umfangreichen Anhang enthielt, das Berean Bible Teachers' Manual. Diese Bibelausgabe wurde von englischsprachigen Bibelforschern jahrzehntelang in ihrem Predigtwerk verwendet. Der Anhang umfasste zunächst rund 300 Seiten,  wurde dann erweitert und 1909 auch separat als etwa 550-seitiges Buch unter dem Titel Berean Bible Teachers' Manual (deutsch: Beröer Handbuch zum Bibelunterricht, 1913) veröffentlicht. Der Instructor's Guide (Leitfaden und Lehrmittel) und der Berean Topical Index (Schriftstudien-Register) in diesem Anhang waren von Gertrude Seibert zusammengestellt worden.
Die deutsche Übersetzung von Seiberts Instructor's Guide wurde auch in mehreren Auflagen als eigene Broschüre, unter den Titeln Leitfaden und Unterrichtsmittel bzw. Leitfaden und Lehrmittel verlegt und von der Wachtturm-Gesellschaft auf Wunsch mit der Elberfelder Bibel zusammengebunden geliefert.

### Lieder und Gedichte
Seibert verfasste zahlreiche vorwiegend religiöse Gedichte, von denen einzelne in der Zeitschrift Wachtturm abgedruckt wurden, und auch einige Liedertexte. Außerdem schuf sie dekorierte und illustrierte Mottokarten.
1905 erschien bei der Wachtturm-Gesellschaft das von Seibert verfasste und illustrierte religiöse Gedicht In the Garden of the Lord, das in Lahr/Schwarzwald gedruckt worden war.
Einige von Seibert verfasste Liedtexte wurden in das vom Bibelforscher M. L. McPhail 1908 in Chicago veröffentlichte Gesangbuch Zion's Glad Songs for all Christian Gatherings aufgenommen.
1909 erschien bei der Wachtturm-Gesellschaft Seiberts Gedichtbändchen Sweet Brier Rose in einer Auflage von 500.000 Stück.
1912 veröffentlichte die Wachtturm-Gesellschaft die von Seibert zusammengestellte Anthologie Poems of Dawn, die auch etliche ihrer eigenen Gedichte enthielt.
1918 erschien unter dem Titel The Heavenly Bridegroom eine kleine Zusammenstellung von Gedichten Seiberts.

### Das vollendete Geheimnis
1916 starb Charles Taze Russell, der Gründer der Bibelforscherbewegung, der von seinem auf sieben Bände ausgelegten Hauptwerk Schriftstudien nur die ersten sechs Bände veröffentlicht hatte. Gertrude Seibert empfahl daraufhin dem Vorstand der Wachtturm-Gesellschaft die Herausgabe eines siebenten Bandes unter dem Titel The Finished Mystery, der nach Seiberts erstem Vorschlag unter anderem eine Biographie Russells sowie eine Erklärung der Bibelbücher Hesekiel und Offenbarung, basierend auf Russells Lehren, enthalten sollte. Als Autoren schlug sie Joseph Franklin Rutherford (für die Biographie), George H. Fischer (für Hesekiel) und Clayton J. Woodworth (für die Offenbarung) vor. Es scheint, dass Seibert die Arbeiten an diesem Band koordinierte, dessen Veröffentlichung danach 1917 von Rutherford genehmigt wurde.
Binnen weniger Monate wurden 850.000 Exemplare des Buches in englischer Sprache gedruckt. Die deutsche Übersetzung erschien unter dem Namen Das vollendete Geheimnis in mehreren Auflagen bis 1925.

## Die letzten Lebensjahre
1926 schlug Seibert der Wachtturm-Gesellschaft vor, das Manna-Buch zu revidieren, was von Rutherford abgelehnt wurde, weil er es unter Berufung auf die Bibel nicht mehr für richtig erachtete, dass von Frauen verfasste Lehrschriften in Verwendung wären. Stattdessen verfasste Rutherford in jenem Jahr selber ein Jahrbuch mit Bibelbesprechungen für jeden Tag.
1926 erschien bei Hefty Press in Miami noch ein umfangreicher Gedichtband Seiberts, betitelt The Sweet-Brier Rose and Other Poems, der auch ein Foto der Verfasserin beinhaltete.
Seibert starb im Juni 1928 in Miami im Anschluss an eine Operation. Sie wurde nach Mount Union überführt und dort beerdigt. Die Trauerrede hielt der führende Bibelforscher bzw. Zeuge Jehovas Alexander Hugh Macmillan.